# 馬基伊夫卡 (蘇梅區)
馬基伊夫卡（烏克蘭語：Макіївка），是烏克蘭東北部蘇梅州蘇梅區比洛皮利亚市镇内的村落。處於巴甫利夫卡河左岸，距離巴甫利夫卡1公里，海拔高度153米，2001年人口20。